# Ramón Blanco Erenas Riera y Polo
Ramón Blanco Erenas Riera y Polo (né à San Sebastián le 15 mai 1833, ou le 15 septembre 1833 selon les sources, mort le 4 avril 1906 à Madrid), premier marquis de Peña Plata, était un général et gouverneur espagnol aux Philippines et à Cuba. Il prit part à la Troisième Guerre carliste ainsi qu'aux révolutions philippine et cubaine.

## Biographie
Natif de San Sebastián au Pays basque, il se destinait à une carrière militaire dans l’infanterie. En 1858, il partit en poste dans plusieurs colonies espagnoles, d’abord Cuba, puis Saint-Domingue en 1861 et les Philippines de 1866 à 1871. De retour en Espagne, il prit part à la Troisième Guerre carliste (1872 – 1876) contre le camp carliste. Ce fut à cette période qu’il fut promu général de brigade ainsi que marquis de Peña Plata
De retour à Cuba en tant que capitaine général (1879 – 1881), il affronta les indépendantistes dans la Petite Guerre dont il sortit victorieux. Il fut nommé capitaine général de Catalogne en 1881. De 1893 à 1896, il obtint la charge de gouverneur général des Philippines. Sous sa gouvernance, le Katipunan, une société secrète philippine indépendantiste, se développa et fit éclater la Révolution philippine en août 1896. Blanco tenta de répondre à la crise tant par la répression, plaçant huit provinces sous loi martiale, que par la conciliation en promettant l'amnistie pour tout révolutionnaire qui se rendrait. Si les Espagnols sont généralement victorieux sur le terrain militaire, ils perdirent néanmoins le contrôle de la province de Cavite et l'insurrection continuait de gagner des partisans. Blanco, accusé de ne pas être assez énergique envers les rebelles, fut remplacé en décembre 1896 par Camilo García de Polavieja, réputé plus dur,.
Il fut envoyé à Cuba (1897 - 1898) durant la guerre d’indépendance pour apporter son expérience militaire et sa mesure. Devant l’imminence de l’arrivée des troupes américaines, il tenta de conclure un accord avec les insurgés, sans succès. En conséquence, il dut affronter tant les États-Unis dans la guerre hispano-américaine que les insurgés à l’intérieur, et dut admettre la défaite, notamment après le désastreux échec de la bataille de Santiago de Cuba qu’il avait ordonnée,,.
Il démissionna le 26 novembre 1898 et rentra en Espagne où il mourut le 4 avril 1906 à Madrid. Ses obsèques eurent lieu à Barcelone.